# Scato Gockinga (1566-1641)
Scato Gockinga (Groningen, 1566 – aldaar, 1641) was een Nederlandse regent.

## Leven en werk
Gockinga werd in 1566 te Groningen geboren als lid van de Groninger familie Gockinga. Hij studeerde aan de Universiteit van Franeker en later aan de Hogeschool van Marburg. In 1590 promoveerde hij tot doctor in de rechtswetenschap aan de Universiteit van Cambridge. Hij begon zijn carrière als secretaris van de Gedeputeerde Staten van Stad en Lande. Nadien werd Gockinga raad en syndicus der Ommelanden. Tevens was hij afgevaardigd der Staten-Generaal en gedeputeerde rechter. Van 1615 tot 1639 was Gockinga curator van de Hogeschool van Groningen. Gockinga zat in de oprichtingscommissie van deze hogeschool.
Gockinga was getrouwd met Luurtje Edzama. Uit dit huwelijk werd Hille Gockinga geboren. Deze huwde later Adolf Louwens. De politicus Scato Gockinga was een kleinzoon van Gockinga.